# Мажорова, Ольга Семёновна
Ольга Семёновна Мажорова (род. 15 декабря 1947, Хабаровск) — математик, доктор физико-математических наук, профессор, главный научный сотрудник ИПМ им. М. В. Келдыша, профессор кафедры вычислительных методов факультета вычислительной математики и кибернетики МГУ.

## Биография
Родилась 15 декабря 1947 года в Хабаровске. Окончила механико-математический факультет МГУ (1971).
Кандидат физико-математических наук (1980), научный руководитель работы Ю. П. Попов. Доктор физико-математических наук (1999), тема диссертации: «Разработка, исследование и применение вычислительных алгоритмов в задачах полупроводниковой технологии».
С 1971 года, после окончания Московского университета, работает в Институте прикладной математики им. М. В. Келдыша РАН (с 2008 года — в должности главного научного сотрудника). Работала по совместительству на кафедре прикладной математики МГТУ им. Н. Э. Баумана (1995—2008), где читала обязательные курсы по математическому анализу, теории функций комплексного переменного, уравнениям математической физики, спецкурсы кафедры по теории численных методов, по методам решения задач динамики вязкой несжимаемой жидкости, руководила научной работой студентов и аспирантов. Работала в различных университетах Франции в качестве приглашенного профессора.
В Московском университете работает с 2008 года на кафедре вычислительных методов факультета вычислительной математики и кибернетики в должности профессора (по совместительству).
Основные направления исследований Мажоровой связаны с разработкой алгоритмов численного решения задач динамики вязкой жидкости, исследованием тепломассопереноса в многокомпонентных средах с фазовыми переходами, изучением конвективной неустойчивости вязкой жидкости и применением методов математического моделирования в задачах полупроводниковой технологии.
Подготовила 4 кандидатов наук. Автор более 90 научных работ, в том числе:
- Identification of the convective instability in a multi-component solution by 3D simulations // Comptes Rendus Mecanique, v. 333, Issue 10, pp. 739–745, 2005 (co-auth. V. Kolmychkov, P. Popov, P. Bontoux, M.El. Ganaoui);
- Numerical study for diffusion processes in dissolution and growth of CdxHg1-xTe/CdTe heterostructures formed by LPE. Part I, II. Isothermal conditions // Journal of Crystal Growth, v. 290, pp. 350–356, pp. 357–365, 2006 (co-auth. O. Shcheritsa, I. Denisov, Yu. Popov, A. Elyutin);
- Анализ алгоритмов решения трехмерных уравнений Навье-Стокса в естественных переменных // Дифференц. уравнения, 2006, т. 42, № 7, c. 932–942 (соавт. Колмычков В.В., Попов Ю.П.);
- 3D computer simulation for convection in liquid phase epitaxy of ternary alloys // J. of Crystal Growth, v. 303, Issue 1, pp. 284–286, 2007 (co-auth. V. Kolmychkov, Yu. Popov);
- Математическое моделирование конвекции Рэлея-Бенара // В сб.: Будущее прикладной математики. Лекции для молодых исследователей. От идей к технологиям — М., URSS, 2008, с. 210–229 (соавт. Колмычков В.В., Попов Ю.П.).